# Wrist spin

Animacja przedstawiająca wrist spin

Wrist spin – w krykiecie technika rzucania w stylu slow.  W momencie rzutu bowler ruchem nadgarstka do przodu powoduje że opuszczająca dłoń piłka ociera się o mały palec co nadaje jej rotację sprawiając, że w momencie odbicia się od pitchu piłka poważnie zmienia kierunek ruchu.  Prostszą techniką stylu slow jest finger spin który jednak nie podkręca piłki w tym samym stopniu co wrist spin.
Praworęczni rzucający techniką wrist spin podkręcają piłkę w kierunku przeciwnym do ruchu wskazówek zegara, leworęczni rzucający podkręcają piłkę zgodnie z ruchem wskazówek zegara. Pomimo że pod względem biomechanicznym prawo- i leworęczni rzucający używają tej samej techniki, nazywani są oni jednak inaczej – praworęczny wrist spin to leg spin, a leworęczny to left-arm unorthodox (lub "chinaman").
Najlepszymi wrist spinnerami w historii krykieta byli Shane Warne, Abdul Qadir, Danish Kaneria, Anil Kumble i Richie Benaud.

W technice wrist spin wyróżnia się następujące odmiany rzutów:
- Leg break
- Googly
- Topspinner
- Slider
- Flipper